# 張志和
張 志和（ちょう しわ、730年 - 810年）は、中国・唐代中期の道士、詩人。号は煙波釣徒、玄真子。

## 経歴
婺州で生まれる。16歳で科挙に参加し、左金吾衛録事参軍を授与された。24歳、張志和は献策し、回鶻兵を借りて安禄山を大敗し、左金吾衛大将軍に封じられた。その後、事件で罪を受けて南浦尉に降格し、間もなく赦免された。それ以来、俗世から逃れ、世間を波浪し、祁門県（現在の安徽省）赤山鎮に隠棲した。